# Conon din Samos
Conon din Samos (în greacă Κόνων) (ca. 280 î.Hr. – ca. 220 î.Hr.) a fost un astronom și matematician grec.
Este cunoscut și pentru numele pe care l-a dat constelației Coma Berenices.
A activat la Alexandria, a fost elevul lui Euclid și prieten cu Arhimede.
L-au preocupat problemele de matematică și observațiile astronomice.
Este descoperitorul curbei spirale.
A determinat aria regiunii cuprinse între parabolă și o dreaptă secantă.